# Liste des joueurs du Beerschot VAC (13)
Pour les articles homonymes, voir Liste des joueurs du Beerschot.
Cette liste reprend les 532 joueurs de football qui ont évolué au K Beerschot VAC depuis la fondation du club.
Attention, seuls les joueurs ayant porté le maillot de l'ancien « matricule 13 » sont repris dans cette liste. Ceux évoluant ou ayant évolué pour le K Beerschot Antwerpen Club (ex-Germinal Ekeren), porteur du matricule 3530, sont repris dans cette autre liste.
- Haut – A
- B
- C
- D
- E
- F
- G
- H
- I
- J
- K
- L
- M
- N
- O
- P
- Q
- R
- S
- T
- U
- V
- W
- X
- Y
- Z

## A
| Joueur                         | Nationalité | Position       | Date de naissance | Période(s) | Matches (dont D1) | Buts | Jaunes | Rouges |
| ------------------------------ | ----------- | -------------- | ----------------- | ---------- | ----------------- | ---- | ------ | ------ |
| Lofti Abdelli                  | Belgique    | ?              | 27/01/1965        | 1991-1993  | 23 (0)            | 11   | 0      | 1      |
| Correa Oliveira Ademilson      | Brésil      | ?              | 14/03/1977        | 1996-1997  | 9 (0)             | 0    | 0      | 0      |
| Stefan Agten                   | Belgique    | ?              | 7/05/1962         | 1989-1990  | 1 (1)             | 0    | 0      | 0      |
| Claudio José Alves De Oliveira | Belgique    | ?              | 10/12/1960        | 1982-1987  | 105 (105)         | 15   | 7      | 1      |
| Matthew Andrews                | Angleterre  | Gardien de but | 30/03/1970        | 1987-1988  | 0 (0)             | 0    | 0      | 0      |
| Jean-Pierre Andries            | Belgique    | ?              | 6/12/1960         | 1976-1986  | 111 (111)         | 3    | 5      | 2      |
| Karel Annicq                   | Belgique    | ?              | ?                 | 1957-1958  | 1 (1)             | 1    | 0      | 0      |
| Raymond Anseeuw                | Belgique    | ?              | 29/07/1928        | 1954-1960  | 0 (0)             | 0    | 0      | 0      |
| Zlatko Arambasic               | Belgique    | ?              | 20/09/1969        | 1996-1997  | 16 (0)            | 8    | 1      | 0      |
| Yves Audoor                    | Belgique    | Défenseur      | 25/01/1968        | 1990-1995  | 116 (19)          | 4    | 7      | 0      |
| David Avonture                 | Belgique    | ?              | 29/04/1979        | 1998-1999  | 21 (0)            | 2    | 2      | 0      |

## B
| Joueur                | Nationalité | Position          | Date de naissance | Période(s)           | Matches (dont D1) | Buts | Jaunes | Rouges |
| --------------------- | ----------- | ----------------- | ----------------- | -------------------- | ----------------- | ---- | ------ | ------ |
| Wilhelm Bachman       | Belgique    | ?                 | ?                 | 1913-1914            | 2 (2)             | 0    | 0      | 0      |
| Thierry Backx         | Belgique    | milieu de terrain | 18/11/1981        | 1998-1999            | 6 (0)             | 0    | 0      | 0      |
| Charles Baete         | Belgique    | ?                 | ?                 | 1941-1944            | 0 (0)             | 0    | 0      | 0      |
| Eugène Baete          | Belgique    | ?                 | ?                 | 1931-1932            | 1 (1)             | 0    | 0      | 0      |
| Edmond Baetens        | Belgique    | ?                 | ?                 | 1907-1908            | 6 (6)             | 0    | 0      | 0      |
| Lucian Bălan          | Roumanie    | Milieu de terrain | 25/06/1959        | 1989-1990            | 11 (11)           | 1    | 4      | 0      |
| Yves Baré             | Belgique    | Milieu de terrain | 28/10/1938        | 1970-1972            | 0 (0)             | 0    | 0      | 0      |
| Henri Baron           | Belgique    | ?                 | 13/03/1868        | 1903-1904            | 1 (1)             | 0    | 0      | 0      |
| Jozef Bastiaens       | Belgique    | ?                 | ?                 | 1929-1931            | 0 (0)             | 0    | 0      | 0      |
| Willy Bauwens         | Belgique    | ?                 | ?                 | 1938-1946            | 0 (0)             | 0    | 0      | 0      |
| Johnny Baven          | Belgique    | ?                 | 1/12/1971         | 1997-1998            | 23 (0)            | 0    | 6      | 1      |
| John Begge            | Belgique    | ?                 | ?                 | 1903-1904            | 1 (1)             | 0    | 0      | 0      |
| Rudolf Belin          | Belgique    | ?                 | 4/11/1942         | 1970-1972            | 0 (0)             | 0    | 0      | 0      |
| Paul Beloy Beloy      | Belgique    | ?                 | 12/04/1957        | 1977-1981            | 84 (84)           | 0    | 1      | 0      |
| Balazs Berczy         | Belgique    | ?                 | 15/01/1966        | 1990-1991            | 10 (10)           | 0    | 1      | 0      |
| Oumar Maha Berete     | Belgique    | ?                 | 3/11/1975         | 1996-1997            | 1 (0)             | 0    | 0      | 0      |
| William Berril        | Belgique    | ?                 | ?                 | 1910-1912            | 0 (0)             | 0    | 0      | 0      |
| Dennis Bertels        | Belgique    | ?                 | 13/11/1980        | 1997-1999            | 14 (0)            | 0    | 2      | 0      |
| Willy Bettens         | Belgique    | ?                 | ?                 | 1956-1957            | 0 (0)             | 0    | 0      | 0      |
| Bjorn Beukeleers      | Belgique    | ?                 | 3/03/1980         | 1998-1999            | 0 (0)             | 0    | 0      | 0      |
| Ken Beyens            | Belgique    | ?                 | 31/10/1980        | 1998-1999            | 0 (0)             | 0    | 0      | 0      |
| Éric Beyrens          | Belgique    | ?                 | 31/10/1949        | 1970-1971            | 0 (0)             | 0    | 0      | 0      |
| Ton Blanker           | Belgique    | ?                 | 15/09/1960        | 1988-1989            | 0 (0)             | 0    | 0      | 0      |
| Constant Blockx       | Belgique    | ?                 | ?                 | 1911-1912            | 0 (0)             | 0    | 0      | 0      |
| Henri Blockx          | Belgique    | ?                 | ?                 | 1941-1946            | 0 (0)             | 0    | 0      | 0      |
| Louis Boenders        | Belgique    | ?                 | 5/06/1945         | 1970-1971            | 19 (19)           | 7    | 0      | 0      |
| Peter Boeve           | Belgique    | ?                 | 14/03/1957        | 1987-1988            | 13 (13)           | 0    | 0      | 0      |
| Emile Boliau          | Belgique    | ?                 | ?                 | 1926-1929            | 0 (0)             | 0    | 0      | 0      |
| Ronny Borloo          | Belgique    | ?                 | 10/06/1961        | 1983-1985            | 20 (20)           | 0    | 0      | 0      |
| Vital Bortels         | Belgique    | ?                 | ?                 | 1956-1957            | 1 (1)             | 0    | 0      | 0      |
| Rene Bosmans          | Belgique    | ?                 | ?                 | 1929-1937            | 0 (0)             | 0    | 0      | 0      |
| Nestor Boucquey       | Belgique    | ?                 | ?                 | 1911-1914            | 0 (0)             | 0    | 0      | 0      |
| Ahmed Bouzidi         | Belgique    | ?                 | 19/12/1976        | 1996-1998            | 26 (0)            | 0    | 5      | 2      |
| Pierre Braine         | Belgique    | Milieu de terrain | 26/10/1900        | 1919-1933            | 0 (0)             | 0    | 0      | 0      |
| Raymond Braine        | Belgique    | Attaquant         | 28/04/1907        | 1922-1930, 1936-1943 | 0 (0)             | 0    | 0      | 0      |
| Roger Braine          | Belgique    | ?                 | 25/04/1930        | 1951-1955            | 0 (0)             | 0    | 0      | 0      |
| Rui Brasil De Melo    | Belgique    | ?                 | 28/12/1976        | 1994-1996            | 12 (0)            | 0    | 1      | 0      |
| Louis Broos           | Belgique    | ?                 | 24/09/1931        | 1952-1954            | 0 (0)             | 0    | 0      | 0      |
| Helmut Brösch         | Allemagne   | Gardien de but    | 3/06/1949         | 1969-1972            | 0 (0)             | 0    | 0      | 0      |
| Kenneth Brotherton    | Belgique    | ?                 | ?                 | 1911-1912            | 1 (1)             | 0    | 0      | 0      |
| Kim Bruers            | Belgique    | ?                 | 23/08/1978        | 1995-1999            | 51 (0)            | 1    | 10     | 0      |
| Joseph Bruggeman      | Belgique    | ?                 | 20/03/1891        | 1911-1912            | 2 (2)             | 1    | 0      | 0      |
| Kenneth Brylle Larsen | Danemark    | Attaquant         | 22/05/1959        | 1989-1991            | 42 (42)           | 10   | 4      | 0      |
| Kevin Budts           | Belgique    | Défenseur         | 27/11/1977        | 1995-1999            | 54 (0)            | 1    | 3      | 0      |
| Steven Bulens         | Belgique    | ?                 | 17/09/1971        | 1990-1992            | 1 (1)             | 0    | 0      | 0      |
| Georges Burton        | Belgique    | ?                 | ?                 | 1912-1913            | 6 (6)             | 1    | 0      | 0      |

## C
| Joueur                    | Nationalité | Position          | Date de naissance | Période(s) | Matches (dont D1) | Buts | Jaunes | Rouges |
| ------------------------- | ----------- | ----------------- | ----------------- | ---------- | ----------------- | ---- | ------ | ------ |
| Roberto Cabral            | Argentine   | Attaquant         | 18/06/1952        | 1975-1978  | 0 (0)             | 0    | 0      | 0      |
| Koen Caluwé               | Belgique    | ?                 | 23/04/1975        | 1995-1996  | 17 (0)            | 1    | 1      | 1      |
| Alex Camerman             | Belgique    | ?                 | 17/05/1969        | 1983-1999  | 117 (40)          | 12   | 15     | 4      |
| Haroutioum Caracachian    | Belgique    | ?                 | ?                 | 1911-1912  | 1 (1)             | 0    | 0      | 0      |
| Rene Carpentier           | Belgique    | ?                 | ?                 | 1911-1912  | 0 (0)             | 0    | 0      | 0      |
| Charles-Joseph Casteleyns | Belgique    | ?                 | ?                 | 1904-1912  | 0 (0)             | 0    | 0      | 0      |
| Arthur Ceuleers           | Belgique    | Attaquant         | 28/02/1916        | 1933-1944  | 0 (0)             | 0    | 0      | 0      |
| Johan Ceulemans           | Belgique    | ?                 | 20/11/1966        | 1987-1988  | 2 (2)             | 0    | 0      | 0      |
| Henri Cirelli             | Belgique    | ?                 | ?                 | 1962-1963  | 17 (17)           | 3    | 0      | 0      |
| Gustaaf Claes             | Belgique    | ?                 | ?                 | 1941-1946  | 0 (0)             | 0    | 0      | 0      |
| Roger Claessen            | Belgique    | Attaquant         | 27/09/1941        | 1970-1972  | 0 (0)             | 0    | 0      | 0      |
| Peter Claessens           | Belgique    | ?                 | 31/07/1965        | 1983-1991  | 103 (103)         | 15   | 10     | 0      |
| Robert Clayton            | Belgique    | ?                 | ?                 | 1905-1914  | 0 (0)             | 0    | 0      | 0      |
| Philippe Clement          | Belgique    | Défenseur         | 22/03/1974        | 1992-1995  | 51 (0)            | 1    | 5      | 0      |
| Roland Coclet             | Belgique    | Défenseur         | 2/04/1941         | 1970-1974  | 0 (0)             | 0    | 0      | 0      |
| Jozef Coeck               | Belgique    | ?                 | 28/09/1937        | 1963-1964  | 0 (0)             | 0    | 0      | 0      |
| Arthur Cohen              | Belgique    | ?                 | ?                 | 1911-1913  | 0 (0)             | 0    | 0      | 0      |
| Victor Colen              | Belgique    | ?                 | ?                 | 1934-1936  | 0 (0)             | 0    | 0      | 0      |
| Johan Coninx              | Belgique    | ?                 | 15/08/1952        | 1978-1981  | 43 (43)           | 8    | 2      | 0      |
| Sjoerd Conrad             | Belgique    | ?                 | 17/11/1972        | 1997-1999  | 22 (0)            | 0    | 1      | 1      |
| Lamin Conteh              | Belgique    | ?                 | 17/01/1976        | 1992-1995  | 48 (0)            | 13   | 2      | 0      |
| Julien Cools              | Belgique    | Milieu de terrain | 13/02/1947        | 1979-1981  | 57 (57)           | 7    | 1      | 0      |
| August Cooymans           | Belgique    | ?                 | ?                 | 1904-1908  | 0 (0)             | 0    | 0      | 0      |
| Étienne Coppens           | Belgique    | ?                 | 7/01/1941         | 1960-1965  | 0 (0)             | 0    | 0      | 0      |
| Rik Coppens               | Belgique    | Attaquant         | 29/04/1930        | 1946-1961  | 362 (362)         | 258  | 0      | 0      |
| Walter Cornelis           | Belgique    | ?                 | 9/03/1955         | 1973-1977  | 36 (36)           | 11   | 0      | 0      |
| Carl Cornelissen          | Belgique    | ?                 | 10/11/1958        | 1986-1988  | 12 (12)           | 3    | 1      | 0      |
| Paul Coucke               | Belgique    | ?                 | 2/08/1962         | 1986-1988  | 1 (1)             | 0    | 0      | 0      |
| Johan Creemers            | Belgique    | Gardien de but    | 13/08/1965        | 1986-1990  | 2 (2)             | 0    | 0      | 0      |
| François Omer Croenen     | Belgique    | ?                 | ?                 | 1922-1933  | 0 (0)             | 0    | 0      | 0      |

## D
| Joueur                | Nationalité | Position          | Date de naissance | Période(s)           | Matches (dont D1) | Buts | Jaunes | Rouges |
| --------------------- | ----------- | ----------------- | ----------------- | -------------------- | ----------------- | ---- | ------ | ------ |
| Owen Da Gama          | Belgique    | ?                 | 18/08/1961        | 1984-1987            | 7 (7)             | 0    | 0      | 0      |
| Mario Da Graca        | Belgique    | Attaquant         | 19/06/1979        | 1998-1999            | 15 (0)            | 4    | 2      | 3      |
| Walber Da Silva       | Belgique    | ?                 | 20/12/1976        | 1994-1996            | 12 (0)            | 1    | 1      | 0      |
| Tony Daenen           | Belgique    | ?                 | 15/03/1958        | 1985-1986            | 24 (24)           | 0    | 0      | 0      |
| Jos Daerden           | Belgique    | Milieu de terrain | 26/11/1954        | 1986-1990            | 67 (67)           | 10   | 7      | 0      |
| Bob Dalving           | Belgique    | Défenseur         | 28/07/1950        | 1969-1975            | 25 (25)           | 2    | 0      | 0      |
| Marc Dauwen           | Belgique    | ?                 | 5/05/1976         | 1997-1998            | 13 (0)            | 0    | 3      | 0      |
| Gert Davidts          | Belgique    | Gardien de but    | 30/05/1972        | 1995-1997            | 76 (0)            | 0    | 2      | 2      |
| Marcel De Bakker      | Belgique    | ?                 | ?                 | 1923-1926            | 0 (0)             | 0    | 0      | 0      |
| Tom De Beer           | Belgique    | ?                 | 27/12/1974        | 1994-1996            | 12 (0)            | 0    | 2      | 0      |
| Marcel De Boey        | Belgique    | ?                 | ?                 | 1941-1943            | 0 (0)             | 0    | 0      | 0      |
| Victor De Boey        | Belgique    | ?                 | ?                 | 1934-1937            | 0 (0)             | 0    | 0      | 0      |
| Petrus De Borger      | Belgique    | ?                 | ?                 | 1956-1962            | 0 (0)             | 0    | 0      | 0      |
| Nico de Bree          | Pays-Bas    | Gardien de but    | 16/09/1944        | 1981-1982            | 26 (26)           | 0    | 0      | 0      |
| Jean De Clercq        | Belgique    | Milieu de terrain | 17/05/1905        | 1919-1924            | 0 (0)             | 0    | 0      | 0      |
| Charles De Coster     | Belgique    | ?                 | ?                 | 1946-1951            | 0 (0)             | 0    | 0      | 0      |
| Fernand De Coster     | Belgique    | ?                 | 6/04/1922         | 1942-1950            | 0 (0)             | 0    | 0      | 0      |
| Achille De Cuyper     | Belgique    | ?                 | ?                 | 1927-1934            | 0 (0)             | 0    | 0      | 0      |
| Theofiel De Cuyper    | Belgique    | ?                 | ?                 | 1922-1925            | 0 (0)             | 0    | 0      | 0      |
| Ivan De Ferm          | Belgique    | Défenseur         | 22/10/1938        | 1958-1972            | 0 (0)             | 0    | 0      | 0      |
| Kris De Fre           | Belgique    | ?                 | 29/12/1961        | 1991-1994            | 60 (0)            | 0    | 0      | 0      |
| Bart De Graeve        | Belgique    | ?                 | 18/11/1967        | 1985-1986            | 0 (0)             | 0    | 0      | 0      |
| Bernard De Groof      | Belgique    | ?                 | ?                 | 1945-1952            | 0 (0)             | 0    | 0      | 0      |
| François De Haes      | Belgique    | ?                 | 22/06/1939        | 1956-1957            | 4 (4)             | 1    | 0      | 0      |
| Louis De Hondt        | Belgique    | ?                 | ?                 | 1925-1928            | 0 (0)             | 0    | 0      | 0      |
| Raymond De Jong       | Belgique    | ?                 | 5/11/1973         | 1998-1999            | 4 (0)             | 0    | 1      | 0      |
| Kurt De Keukelere     | Belgique    | ?                 | 5/06/1969         | 1998-1999            | 16 (0)            | 0    | 0      | 0      |
| Éric De Keyzer        | Belgique    | ?                 | 9/09/1963         | 1985-1986            | 0 (0)             | 0    | 0      | 0      |
| Lodewijk De Kruiff    | Belgique    | ?                 | 7/10/1969         | 1997-1999            | 55 (0)            | 0    | 14     | 2      |
| Jan De Laet           | Belgique    | Attaquant         | 5/03/1965         | 1983-1985            | 5 (5)             | 0    | 0      | 0      |
| Stefaan De Maere      | Belgique    | ?                 | 3/08/1963         | 1991-1992            | 0 (0)             | 0    | 0      | 0      |
| François De Meersman  | Belgique    | ?                 | ?                 | 1933-1934            | 1 (1)             | 0    | 0      | 0      |
| Armand De Pauw        | Belgique    | ?                 | ?                 | 1932-1937            | 0 (0)             | 0    | 0      | 0      |
| Norbert De Potter     | Belgique    | ?                 | ?                 | 1966-1967            | 10 (10)           | 0    | 0      | 0      |
| Gustaaf De Proost     | Belgique    | ?                 | ?                 | 1911-1912            | 1 (1)             | 0    | 0      | 0      |
| Ken De Ravet          | Belgique    | ?                 | 25/09/1979        | 1996-1999            | 49 (0)            | 2    | 10     | 3      |
| François De Roeck     | Belgique    | ?                 | ?                 | 1941-1947            | 0 (0)             | 0    | 0      | 0      |
| Johan De Ruyter       | Belgique    | ?                 | 9/08/1966         | 1990-1997            | 191 (29)          | 5    | 17     | 4      |
| Patrick De Ruyter     | Belgique    | ?                 | 3/02/1961         | 1983-1984            | 0 (0)             | 0    | 0      | 0      |
| Achille De Schepper   | Belgique    | ?                 | ?                 | 1920-1923            | 0 (0)             | 0    | 0      | 0      |
| Ludo De Schutter      | Belgique    | ?                 | ?                 | 1960-1967            | 0 (0)             | 0    | 0      | 0      |
| Jozef De Smedt        | Belgique    | ?                 | ?                 | 1933-1935            | 0 (0)             | 0    | 0      | 0      |
| Leo De Smet           | Belgique    | ?                 | 16/11/1951        | 1969-1975            | 11 (11)           | 0    | 0      | 0      |
| Jules De Surgeloose   | Belgique    | ?                 | 11/08/1879        | 1900-1901            | 0 (0)             | 0    | 0      | 0      |
| Rudolf De Sutter      | Belgique    | ?                 | 20/04/1950        | 1971-1972            | 1 (1)             | 0    | 0      | 0      |
| Jozef De Vos          | Belgique    | ?                 | ?                 | 1945-1946            | 1 (1)             | 0    | 0      | 0      |
| René De Vos           | Belgique    | Milieu de terrain | 26/07/1921        | 1941-1955            | 0 (0)             | 0    | 0      | 0      |
| Louis De Weerdt       | Belgique    | ?                 | 18/01/1948        | 1979-1982            | 63 (63)           | 2    | 4      | 0      |
| Alphonse De Winter    | Belgique    | Milieu de terrain | 12/09/1908        | 1928-1939            | 0 (0)             | 0    | 0      | 0      |
| André Deckers         | Belgique    | ?                 | ?                 | 1945-1957            | 0 (0)             | 0    | 0      | 0      |
| Ivo Deckx             | Belgique    | ?                 | 19/08/1965        | 1983-1984            | 0 (0)             | 0    | 0      | 0      |
| Adolf Declerq         | Belgique    | ?                 | ?                 | 1956-1957            | 4 (4)             | 0    | 0      | 0      |
| Patrick Decorte       | Belgique    | ?                 | 31/01/1967        | 1983-1984            | 0 (0)             | 0    | 0      | 0      |
| Adrien Delatin        | Belgique    | ?                 | ?                 | 1928-1929            | 0 (0)             | 0    | 0      | 0      |
| Christian Delcorde    | Belgique    | ?                 | 7/01/1953         | 1971-1974            | 0 (0)             | 0    | 0      | 0      |
| Abdoulai Demba        | Belgique    | ?                 | 2/11/1976         | 1996-1998            | 32 (0)            | 2    | 0      | 0      |
| Pierre Deraet         | Belgique    | ?                 | 23/09/1954        | 1974-1979            | 6 (6)             | 0    | 0      | 0      |
| Victor Derboven       | Belgique    | ?                 | 15/05/1925        | 1945-1953            | 0 (0)             | 0    | 0      | 0      |
| René Desayere         | Belgique    | Défenseur         | 14/09/1947        | 1967-1970            | 0 (0)             | 0    | 0      | 0      |
| Rudy Devers           | Belgique    | ?                 | 9/01/1958         | 1975-1977            | 0 (0)             | 0    | 0      | 0      |
| Hyppolyte D'Hondt     | Belgique    | ?                 | ?                 | 1904-1905            | 6 (6)             | 0    | 0      | 0      |
| Frans Dictus          | Belgique    | ?                 | ?                 | 1952-1958            | 0 (0)             | 0    | 0      | 0      |
| Henri Dierckx         | Belgique    | ?                 | ?                 | 1932-1933            | 3 (3)             | 1    | 0      | 0      |
| Glenn Dillens         | Belgique    | ?                 | 18/01/1970        | 1987-1990, 1991-1996 | 136 (2)           | 37   | 9      | 1      |
| Johan Driesen         | Belgique    | ?                 | 20/08/1966        | 1984-1985            | 0 (0)             | 0    | 0      | 0      |
| Frans Drieskens       | Belgique    | ?                 | ?                 | 1960-1963            | 0 (0)             | 0    | 0      | 0      |
| Yaron Drori           | Belgique    | ?                 | 2/07/1967         | 1991-1994            | 32 (0)            | 11   | 2      | 0      |
| Pierre Drouguet       | Belgique    | ?                 | 2/05/1962         | 1993-1995            | 62 (0)            | 0    | 1      | 0      |
| Pierre Dubly          | Belgique    | ?                 | ?                 | 1907-1908            | 9 (9)             | 0    | 0      | 0      |
| John Dujardin         | Belgique    | ?                 | 30/11/1946        | 1974-1975            | 3 (3)             | 0    | 0      | 0      |
| Nelson Dutra Da Silva | Belgique    | ?                 | 31/05/1959        | 1984-1987            | 4 (4)             | 1    | 1      | 0      |

## E
| Joueur          | Nationalité | Position          | Date de naissance | Période(s) | Matches (dont D1) | Buts | Jaunes | Rouges |
| --------------- | ----------- | ----------------- | ----------------- | ---------- | ----------------- | ---- | ------ | ------ |
| Peter Eikelboom | Belgique    | ?                 | 19/06/1960        | 1982-1988  | 125 (125)         | 1    | 8      | 2      |
| Joao Elias      | Belgique    | ?                 | 12/12/1973        | 1991-1993  | 5 (0)             | 0    | 2      | 0      |
| Max Elsen       | Belgique    | ?                 | ?                 | 1900-1901  | 1 (1)             | 0    | 0      | 0      |
| Corneille Elst  | Belgique    | Milieu de terrain | 25/01/1901        | 1919-1932  | 0 (0)             | 0    | 0      | 0      |
| John Elst       | Belgique    | ?                 | ?                 | 1904-1908  | 0 (0)             | 0    | 0      | 0      |
| Lothar Emmerich | Allemagne   | Attaquant         | 29/11/1941        | 1969-1972  | 30 (30)           | 29   | 0      | 0      |
| Edward Engelen  | Belgique    | ?                 | ?                 | 1930-1934  | 0 (0)             | 0    | 0      | 0      |
| Joseph Engelen  | Belgique    | ?                 | ?                 | 1919-1920  | 0 (0)             | 0    | 0      | 0      |
| Lahoen Ennasiri | Belgique    | ?                 | 14/02/1979        | 1996-1997  | 2 (0)             | 1    | 0      | 0      |
| Félix Eyskens   | Belgique    | ?                 | ?                 | 1902-1905  | 0 (0)             | 0    | 0      | 0      |

## F
| Joueur              | Nationalité | Position          | Date de naissance | Période(s) | Matches (dont D1) | Buts | Jaunes | Rouges |
| ------------------- | ----------- | ----------------- | ----------------- | ---------- | ----------------- | ---- | ------ | ------ |
| Roland Félix        | Belgique    | ?                 | ?                 | 1967-1968  | 0 (0)             | 0    | 0      | 0      |
| Wim Ferket          | Belgique    | ?                 | 28/09/1978        | 1995-1998  | 3 (0)             | 0    | 0      | 0      |
| Elmo Ferreira Neres | Belgique    | ?                 | 25/11/1973        | 1990-1991  | 1 (1)             | 0    | 0      | 0      |
| Peter Fieber        | Belgique    | ?                 | 16/05/1964        | 1990-1991  | 15 (15)           | 1    | 2      | 0      |
| André Fierens       | Belgique    | Milieu de terrain | 8/02/1898         | 1919-1926  | 0 (0)             | 0    | 0      | 0      |
| Auguste Fierens     | Belgique    | Milieu de terrain | 14/07/1892        | 1912-1925  | 0 (0)             | 0    | 0      | 0      |
| Charles Fierens     | Belgique    | ?                 | ?                 | 1943-1954  | 0 (0)             | 0    | 0      | 0      |
| Albert Fischer      | Belgique    | ?                 | ?                 | 1909-1913  | 0 (0)             | 0    | 0      | 0      |
| Willy Fischer       | Belgique    | ?                 | ?                 | 1907-1914  | 0 (0)             | 0    | 0      | 0      |
| Roger Fischlin      | Belgique    | ?                 | ?                 | 1921-1925  | 0 (0)             | 0    | 0      | 0      |
| Jos Francken        | Belgique    | ?                 | 21/10/1965        | 1988-1990  | 2 (2)             | 0    | 0      | 0      |
| Paul Franken        | Belgique    | ?                 | 5/03/1968         | 1992-1997  | 129 (0)           | 12   | 20     | 1      |
| Gerard Fransen      | Belgique    | ?                 | ?                 | 1963-1967  | 0 (0)             | 0    | 0      | 0      |
| Albert Friling      | Belgique    | Défenseur         | 26/02/1879        | 1900-1912  | 0 (0)             | 0    | 0      | 0      |
| Eugène Friling      | Belgique    | ?                 | 2/04/1881         | 1900-1909  | 0 (0)             | 0    | 0      | 0      |
| Fernand Friling     | Belgique    | ?                 | ?                 | 1900-1909  | 0 (0)             | 0    | 0      | 0      |
| Walter Friling      | Belgique    | ?                 | ?                 | 1904-1911  | 0 (0)             | 0    | 0      | 0      |

## G
| Joueur              | Nationalité | Position       | Date de naissance | Période(s)           | Matches (dont D1) | Buts | Jaunes | Rouges |
| ------------------- | ----------- | -------------- | ----------------- | -------------------- | ----------------- | ---- | ------ | ------ |
| Walter Harry Gandon | Belgique    | ?              | ?                 | 1900-1902            | 0 (0)             | 0    | 0      | 0      |
| William Dick Gandon | Belgique    | ?              | ?                 | 1903-1904            | 7 (7)             | 0    | 0      | 0      |
| Robby Gauwloos      | Belgique    | ?              | 5/02/1980         | 1998-1999            | 14 (0)            | 0    | 3      | 1      |
| François Geeraerts  | Belgique    | Attaquant      | 1/01/1927         | 1943-1962            | 0 (0)             | 0    | 0      | 0      |
| Benny Geerts        | Belgique    | ?              | 6/08/1966         | 1990-1992            | 0 (0)             | 0    | 0      | 0      |
| Charles Geerts      | Belgique    | Gardien de but | 29/10/1930        | 1948-1958            | 0 (0)             | 0    | 0      | 0      |
| Léopold Gernaey     | Belgique    | Gardien de but | 25/02/1927        | 1958-1961            | 0 (0)             | 0    | 0      | 0      |
| Johannes Geyselaers | Belgique    | ?              | 21/07/1949        | 1972-1974            | 0 (0)             | 0    | 0      | 0      |
| Willem Geyselaers   | Belgique    | ?              | ?                 | 1972-1973            | 0 (0)             | 0    | 0      | 0      |
| Marcel Geysen       | Belgique    | ?              | 8/09/1919         | 1941-1944            | 0 (0)             | 0    | 0      | 0      |
| Lambert Gielen      | Belgique    | ?              | ?                 | 1913-1914            | 7 (7)             | 1    | 0      | 0      |
| Filip Goeminne      | Belgique    | ?              | 10/09/1969        | 1985-1986            | 2 (2)             | 0    | 0      | 0      |
| Nick Goeminne       | Belgique    | ?              | 24/11/1963        | 1980-1986            | 2 (2)             | 0    | 0      | 0      |
| Charles Golding     | Belgique    | ?              | ?                 | 1905-1906            | 1 (1)             | 0    | 0      | 0      |
| François Gommers    | Belgique    | Défenseur      | 5/04/1917         | 1935-1946            | 0 (0)             | 0    | 0      | 0      |
| Dirk Goossens       | Belgique    | Attaquant      | 26/09/1962        | 1980-1983, 1985-1988 | 91 (91)           | 36   | 12     | 2      |
| Patrick Goots       | Belgique    | Attaquant      | 10/04/1966        | 1988-1990            | 49 (49)           | 20   | 0      | 1      |
| Raoul Grenade       | Belgique    | ?              | ?                 | 1902-1903            | 0 (0)             | 0    | 0      | 0      |
| Rene Grenade        | Belgique    | ?              | ?                 | 1902-1903            | 0 (0)             | 0    | 0      | 0      |
| Alfred Grisar       | Belgique    | ?              | ?                 | 1900-1903            | 0 (0)             | 0    | 0      | 0      |
| Louis Grisar        | Belgique    | ?              | ?                 | 1900-1902            | 0 (0)             | 0    | 0      | 0      |
| Tibor Grunberger    | Belgique    | ?              | ?                 | 1955-1956            | 7 (7)             | 1    | 0      | 0      |
| Charles Guiette     | Belgique    | ?              | ?                 | 1904-1906            | 0 (0)             | 0    | 0      | 0      |
| Jozef Gysen         | Belgique    | ?              | ?                 | 1931-1932            | 3 (3)             | 0    | 0      | 0      |
| Stani Gzil          | Pologne     | Attaquant      | 6/05/1949         | 1979-1984            | 107 (107)         | 26   | 3      | 0      |

## H
| Joueur               | Nationalité | Position          | Date de naissance | Période(s) | Matches (dont D1) | Buts | Jaunes | Rouges |
| -------------------- | ----------- | ----------------- | ----------------- | ---------- | ----------------- | ---- | ------ | ------ |
| Albert Hachmeister   | Belgique    | ?                 | ?                 | 1903-1904  | 8 (8)             | 4    | 0      | 0      |
| Tommy Hansen         | Belgique    | ?                 | 2/02/1950         | 1974-1978  | 0 (0)             | 0    | 0      | 0      |
| Adrien Hantson       | Belgique    | ?                 | ?                 | 1955-1956  | 3 (3)             | 0    | 0      | 0      |
| Conrad Haring        | Belgique    | ?                 | ?                 | 1902-1903  | 1 (1)             | 0    | 0      | 0      |
| James Harris         | Belgique    | ?                 | 7/09/1972         | 1994-1995  | 0 (0)             | 0    | 0      | 0      |
| Marc Haxelmans       | Belgique    | ?                 | 12/06/1955        | 1974-1975  | 0 (0)             | 0    | 0      | 0      |
| Hendrik Heijt        | Belgique    | ?                 | 18/11/1952        | 1981-1983  | 0 (0)             | 0    | 0      | 0      |
| Robert Heinz         | Belgique    | ?                 | ?                 | 1905-1906  | 0 (0)             | 0    | 0      | 0      |
| Walter Heinz         | Belgique    | ?                 | ?                 | 1902-1903  | 0 (0)             | 0    | 0      | 0      |
| Jurgen Heirman       | Belgique    | ?                 | 5/03/1975         | 1992-1996  | 5 (0)             | 0    | 1      | 0      |
| Thierry Hellemans    | Belgique    | ?                 | 16/10/1969        | 1998-1999  | 8 (0)             | 0    | 0      | 0      |
| Wilco Hellinga       | Belgique    | ?                 | 16/08/1970        | 1996-1997  | 21 (0)            | 1    | 3      | 1      |
| Albert Henderickx    | Belgique    | Milieu de terrain | 24/09/1900        | 1921-1929  | 0 (0)             | 0    | 0      | 0      |
| David Henderson      | Belgique    | ?                 | ?                 | 1901-1903  | 0 (0)             | 0    | 0      | 0      |
| Leo Hendrickx        | Belgique    | ?                 | ?                 | 1958-1964  | 0 (0)             | 0    | 0      | 0      |
| Marcel Hermans       | Belgique    | Milieu de terrain | 3/11/1944         | 1962-1970  | 0 (0)             | 0    | 0      | 0      |
| Jos Heyligen         | Belgique    | Milieu de terrain | 30/06/1947        | 1972-1974  | 44 (44)           | 4    | 0      | 0      |
| Lieven Heymans       | Belgique    | ?                 | 21/07/1968        | 1990-1992  | 52 (27)           | 19   | 2      | 1      |
| Dirk Hiel            | Belgique    | ?                 | 19/10/1957        | 1980-1983  | 9 (9)             | 3    | 0      | 0      |
| Johny Hoeks          | Belgique    | ?                 | 6/03/1970         | 1997-1998  | 2 (0)             | 1    | 1      | 0      |
| Willy Hof            | Belgique    | ?                 | 17/09/1961        | 1979-1980  | 4 (4)             | 0    | 0      | 0      |
| Wim Hofkens          | Pays-Bas    | Défenseur         | 27/03/1958        | 1985-1986  | 32 (32)           | 2    | 2      | 0      |
| Herman Houben        | Belgique    | Milieu de terrain | 12/01/1947        | 1966-1972  | 0 (0)             | 0    | 0      | 0      |
| Patrick Houben       | Belgique    | ?                 | 10/07/1959        | 1984-1988  | 98 (98)           | 5    | 11     | 2      |
| Henk Houwaart Junior | Belgique    | ?                 | 1/03/1967         | 1988-1989  | 0 (0)             | 0    | 0      | 0      |
| Philippe Houx        | Belgique    | ?                 | 28/11/1968        | 1988-1989  | 0 (0)             | 0    | 0      | 0      |
| Charles Hunter       | Belgique    | ?                 | ?                 | 1900-1901  | 2 (2)             | 0    | 0      | 0      |
| François Huybrechts  | Belgique    | ?                 | 26/04/1950        | 1971-1972  | 0 (0)             | 0    | 0      | 0      |
| Michel Huygens       | Belgique    | ?                 | 5/11/1966         | 1983-1987  | 0 (0)             | 0    | 0      | 0      |
| Constant Huysmans    | Belgique    | Milieu de terrain | 11/10/1928        | 1946-1963  | 0 (0)             | 0    | 0      | 0      |
| Jules Huysmans       | Belgique    | ?                 | ?                 | 1908-1914  | 0 (0)             | 0    | 0      | 0      |
| Ralph Hymmen         | Belgique    | ?                 | ?                 | 1911-1912  | 2 (2)             | 0    | 0      | 0      |

## I
| Joueur           | Nationalité | Position  | Date de naissance | Période(s) | Matches (dont D1) | Buts | Jaunes | Rouges |
| ---------------- | ----------- | --------- | ----------------- | ---------- | ----------------- | ---- | ------ | ------ |
| Gino Iorgulescu  | Belgique    | ?         | 15/05/1959        | 1989-1990  | 2 (2)             | 0    | 1      | 0      |
| Patrick Ipermans | Belgique    | Défenseur | 20/11/1959        | 1978-1979  | 21 (21)           | 0    | 0      | 0      |
| Henri Isemborghs | Belgique    | Attaquant | 30/01/1914        | 1932-1944  | 0 (0)             | 0    | 0      | 0      |

## J
| Joueur                | Nationalité | Position          | Date de naissance | Période(s) | Matches (dont D1) | Buts | Jaunes | Rouges |
| --------------------- | ----------- | ----------------- | ----------------- | ---------- | ----------------- | ---- | ------ | ------ |
| Alphonse Jacobs       | Belgique    | ?                 | ?                 | 1912-1914  | 0 (0)             | 0    | 0      | 0      |
| Cecil Charles Jacobs  | Angleterre  | Milieu de terrain | 12/02/1874        | 1900-1901  | 0 (0)             | 0    | 0      | 0      |
| Horace Jacobs         | Angleterre  | Attaquant         | 7/07/1872         | 1900-1901  | 0 (0)             | 0    | 0      | 0      |
| Joe-Victor Jacquemin  | Belgique    | ?                 | ?                 | 1912-1914  | 0 (0)             | 0    | 0      | 0      |
| Zdzisław Janik        | Pologne     | Milieu de terrain | 11/11/1964        | 1995-1997  | 53 (0)            | 8    | 9      | 0      |
| Henri Janssen         | Belgique    | ?                 | ?                 | 1922-1933  | 0 (0)             | 0    | 0      | 0      |
| André Janssens        | Belgique    | Gardien de but    | ?                 | 1910-1911  | 0 (0)             | 0    | 0      | 0      |
| Dennis Janssens       | Belgique    | ?                 | 19/09/1980        | 1997-1998  | 0 (0)             | 0    | 0      | 0      |
| Jozef Janssens        | Belgique    | Milieu de terrain | 8/12/1935         | 1959-1962  | 0 (0)             | 0    | 0      | 0      |
| Andrej Jeliazkov      | Bulgarie    | Milieu de terrain | 9/07/1952         | 1986-1988  | 29 (29)           | 1    | 2      | 2      |
| Eugenio Jimenez-Zafra | Belgique    | ?                 | 18/08/1955        | 1975-1978  | 0 (0)             | 0    | 0      | 0      |
| Theodoor Jochems      | Belgique    | ?                 | ?                 | 1929-1931  | 0 (0)             | 0    | 0      | 0      |
| Jesper Top Johansen   | Danemark    | Milieu de terrain | 26/06/1974        | 1996-1997  | 26 (0)            | 9    | 10     | 1      |

## K
| Joueur               | Nationalité | Position       | Date de naissance | Période(s) | Matches (dont D1) | Buts | Jaunes | Rouges |
| -------------------- | ----------- | -------------- | ----------------- | ---------- | ----------------- | ---- | ------ | ------ |
| Jean-Pierre Kasprzak | Belgique    | ?              | 14/04/1944        | 1970-1972  | 0 (0)             | 0    | 0      | 0      |
| Neville Kearney      | Angleterre  | ?              | ?                 | 1903-1904  | 0 (0)             | 0    | 0      | 0      |
| Patrick Kegels       | Belgique    | ?              | 2/05/1965         | 1982-1983  | 0 (0)             | 0    | 0      | 0      |
| Istvan Kenderesi     | Hongrie     | ?              | 9/11/1944         | 1972-1974  | 0 (0)             | 0    | 0      | 0      |
| Alan Kennedy         | Angleterre  | Défenseur      | 31/08/1954        | 1987       | 0 (0)             | 0    | 0      | 0      |
| Peter Kerremans      | Belgique    | Gardien de but | 2/02/1961         | 1986-1991  | 95 (95)           | 0    | 5      | 0      |
| Vahram Kevorkian     | Russie      | Attaquant      | 17/12/1887        | 1905-1911  | 0 (0)             | 0    | 0      | 0      |
| Gerrit Kleton        | Belgique    | ?              | 15/09/1953        | 1978-1979  | 24 (24)           | 2    | 0      | 0      |
| François Knaeps      | Belgique    | ?              | ?                 | 1910-1914  | 0 (0)             | 0    | 0      | 0      |
| Louis Knaeps         | Belgique    | ?              | ?                 | 1919-1921  | 0 (0)             | 0    | 0      | 0      |
| Léon Korthoudt       | Belgique    | ?              | ?                 | 1948-1949  | 5 (5)             | 3    | 0      | 0      |
| Karoly Kremer        | Belgique    | ?              | 8/02/1947         | 1969-1970  | 0 (0)             | 0    | 0      | 0      |

## L
| Joueur                    | Nationalité | Position          | Date de naissance | Période(s) | Matches (dont D1) | Buts | Jaunes | Rouges |
| ------------------------- | ----------- | ----------------- | ----------------- | ---------- | ----------------- | ---- | ------ | ------ |
| Paul Lambert              | Belgique    | ?                 | 2/07/1954         | 1973-1986  | 298 (270)         | 40   | 6      | 0      |
| Willy Lambrechts          | Belgique    | ?                 | ?                 | 1913-1923  | 0 (0)             | 0    | 0      | 0      |
| Henri Larnoe              | Belgique    | Attaquant         | 18/05/1897        | 1919-1927  | 0 (0)             | 0    | 0      | 0      |
| Kevin Laurent             | Belgique    | ?                 | 27/10/1978        | 1997-1998  | 3 (0)             | 0    | 0      | 0      |
| André Lauryssen           | Belgique    | Gardien de but    | 30/10/1953        | 1971-1979  | 35 (35)           | 0    | 0      | 0      |
| Harry Lauwereins          | Belgique    | ?                 | 30/06/1966        | 1984-1985  | 0 (0)             | 0    | 0      | 0      |
| John Lawson               | Belgique    | ?                 | ?                 | 1913-1921  | 0 (0)             | 0    | 0      | 0      |
| Joe Joseph Lee            | Belgique    | ?                 | ?                 | 1905-1906  | 0 (0)             | 0    | 0      | 0      |
| Félix Lefebvre            | Belgique    | ?                 | ?                 | 1928-1937  | 0 (0)             | 0    | 0      | 0      |
| Alain Legge               | Belgique    | ?                 | 4/03/1958         | 1984-1986  | 24 (24)           | 0    | 0      | 0      |
| August Lenders            | Belgique    | ?                 | ?                 | 1904-1909  | 0 (0)             | 0    | 0      | 0      |
| Georges Lenders           | Belgique    | ?                 | ?                 | 1905-1906  | 1 (1)             | 0    | 0      | 0      |
| Jozef Leunens             | Belgique    | ?                 | ?                 | 1905-1906  | 1 (1)             | 0    | 0      | 0      |
| Luigi Levantaci           | Belgique    | ?                 | 22/06/1947        | 1971-1972  | 11 (11)           | 1    | 0      | 0      |
| Gerald Lewis              | Belgique    | ?                 | ?                 | 1908-1914  | 0 (0)             | 0    | 0      | 0      |
| Renaat Leyssens           | Belgique    | ?                 | ?                 | 1952-1955  | 0 (0)             | 0    | 0      | 0      |
| Jan Lins                  | Belgique    | ?                 | ?                 | 1938-1939  | 1 (1)             | 0    | 0      | 0      |
| Henri Linsen              | Belgique    | ?                 | ?                 | 1902-1906  | 0 (0)             | 0    | 0      | 0      |
| Alain Lodewijckx          | Belgique    | ?                 | 3/09/1967         | 1990-1996  | 158 (33)          | 1    | 18     | 2      |
| Charles Loomans           | Belgique    | ?                 | ?                 | 1931-1946  | 0 (0)             | 0    | 0      | 0      |
| Denis Loopmans            | Belgique    | ?                 | 12/11/1961        | 1978-1984  | 49 (49)           | 3    | 3      | 0      |
| Juan Lozano               | Espagne     | Milieu de terrain | 30/08/1955        | 1974-1980  | 84 (84)           | 22   | 0      | 0      |
| Harry Lubse               | Pays-Bas    | Attaquant         | 23/11/1951        | 1980-1981  | 9 (9)             | 1    | 0      | 0      |
| Morceau Lutonadio Di Vita | Zaïre       | Milieu de terrain | 5/06/1965         | 1987-1993  | 51 (8)            | 7    | 2      | 0      |
| Freddy Luyckx             | Belgique    | ?                 | 17/01/1959        | 1989-1991  | 55 (55)           | 0    | 6      | 0      |
| Masumbuku Luyingu         | Belgique    | ?                 | 10/12/1973        | 1995-1997  | 44 (0)            | 6    | 0      | 3      |

## M
| Joueur             | Nationalité | Position          | Date de naissance | Période(s) | Matches (dont D1) | Buts | Jaunes | Rouges |
| ------------------ | ----------- | ----------------- | ----------------- | ---------- | ----------------- | ---- | ------ | ------ |
| Bernard Maes       | Belgique    | ?                 | 19/02/1930        | 1951-1952  | 0 (0)             | 0    | 0      | 0      |
| Christophe Mahieu  | Belgique    | ?                 | 20/09/1971        | 1997-1999  | 36 (0)            | 1    | 5      | 1      |
| Bachir Makhi       | Belgique    | ?                 | 10/08/1968        | 1987-1993  | 48 (19)           | 6    | 0      | 0      |
| Guido Mallants     | Belgique    | Attaquant         | 15/11/1946        | 1971-1981  | 26 (26)           | 5    | 0      | 0      |
| Kris Mampaey       | Belgique    | Gardien de but    | 2/11/1970         | 1986-1987  | 0 (0)             | 0    | 0      | 0      |
| Nico Marginet      | Belgique    | ?                 | 28/11/1971        | 1996-1997  | 1 (0)             | 0    | 0      | 0      |
| Luc Marien         | Belgique    | ?                 | 31/01/1968        | 1983-1984  | 0 (0)             | 0    | 0      | 0      |
| Mohamed Markai     | Belgique    | ?                 | 4/07/1978         | 1995-1999  | 59 (0)            | 6    | 12     | 3      |
| Osaio Marrah       | Belgique    | ?                 | 8/03/1964         | 1992-1993  | 0 (0)             | 0    | 0      | 0      |
| Keith Masefield    | Belgique    | ?                 | 26/02/1957        | 1988-1989  | 0 (0)             | 0    | 0      | 0      |
| Jozef Maussen      | Belgique    | ?                 | 4/03/1949         | 1969-1970  | 0 (0)             | 0    | 0      | 0      |
| Walter Meeuws      | Belgique    | Défenseur         | 11/07/1951        | 1971-1978  | 35 (35)           | 4    | 0      | 0      |
| Salomon Meljado    | Belgique    | ?                 | 29/11/1904        | 1922-1936  | 0 (0)             | 0    | 0      | 0      |
| Harry Menzies      | Belgique    | Angleterre        | ?                 | 1902-1904  | 0 (0)             | 0    | 0      | 0      |
| Pierre Mertens     | Belgique    | ?                 | ?                 | 1921-1930  | 0 (0)             | 0    | 0      | 0      |
| Sven Mertens       | Belgique    | ?                 | 9/06/1968         | 1986-1989  | 5 (5)             | 1    | 0      | 0      |
| Tom Mertens        | Belgique    | ?                 | 23/03/1974        | 1990-1998  | 40 (0)            | 0    | 1      | 0      |
| Pierre Meuldermans | Belgique    | Milieu de terrain | 2/07/1914         | 1930-1942  | 0 (0)             | 0    | 0      | 0      |
| Albert Michiels    | Belgique    | Milieu de terrain | 14/03/1939        | 1962-1968  | 0 (0)             | 0    | 0      | 0      |
| Hendrik Michielsen | Pays-Bas    | ?                 | 27/09/1951        | 1984-1986  | 15 (15)           | 0    | 2      | 0      |
| Jozef Morren       | Belgique    | ?                 | ?                 | 1942-1948  | 0 (0)             | 0    | 0      | 0      |
| Willy Mortier      | Belgique    | ?                 | 14/09/1935        | 1966-1972  | 0 (0)             | 0    | 0      | 0      |
| René Mücher        | Pays-Bas    | Attaquant         | 29/09/1950        | 1974-1981  | 129 (129)         | 47   | 3      | 0      |
| Raymond Mullens    | Belgique    | ?                 | 24/08/1958        | 1980-1983  | 2 (2)             | 0    | 0      | 0      |
| Julio Cesar Muller | Belgique    | ?                 | 4/11/1979         | 1996-1997  | 15 (0)            | 1    | 4      | 0      |
| Janne Murtomaki    | Belgique    | ?                 | 23/03/1969        | 1991-1992  | 13 (0)            | 4    | 0      | 0      |

## N
| Joueur               | Nationalité | Position          | Date de naissance | Période(s)           | Matches (dont D1) | Buts | Jaunes | Rouges |
| -------------------- | ----------- | ----------------- | ----------------- | -------------------- | ----------------- | ---- | ------ | ------ |
| Gunther Nagels       | Belgique    | ?                 | 9/07/1973         | 1991-1992            | 2 (0)             | 0    | 0      | 0      |
| Paul Nelis           | Belgique    | ?                 | ?                 | 1955-1956            | 0 (0)             | 0    | 0      | 0      |
| Heiko Neubert        | Belgique    | ?                 | 21/08/1970        | 1989-1990            | 0 (0)             | 0    | 0      | 0      |
| Danny Mansoni Ngombo | Zaïre       | Défenseur         | 25/10/1963        | 1986-1991            | 51 (51)           | 1    | 0      | 0      |
| Guido Nicolaes       | Belgique    | Attaquant         | 15/07/1950        | 1971-1974            | 0 (0)             | 0    | 0      | 0      |
| Frank Nollet         | Belgique    | Milieu de terrain | 2/06/1959         | 1975-1976, 1981-1985 | 66 (66)           | 9    | 0      | 0      |
| Léon Nollet          | Belgique    | Milieu de terrain | 17/04/1932        | 1951-1956            | 0 (0)             | 0    | 0      | 0      |
| Christopher Nwosu    | Belgique    | ?                 | 6/10/1971         | 1992-1996            | 64 (0)            | 6    | 2      | 1      |
| Patrick Nys          | Belgique    | ?                 | 25/01/1969        | 1987-1990            | 0 (0)             | 0    | 0      | 0      |

## O
| Joueur        | Nationalité | Position  | Date de naissance | Période(s) | Matches (dont D1) | Buts | Jaunes | Rouges |
| ------------- | ----------- | --------- | ----------------- | ---------- | ----------------- | ---- | ------ | ------ |
| Alfred Odeurs | Belgique    | ?         | ?                 | 1951-1957  | 0 (0)             | 0    | 0      | 0      |
| Godwin Okpara | Nigeria     | Défenseur | 20/09/1972        | 1989-1991  | 21 (21)           | 0    | 3      | 0      |

## P
| Joueur             | Nationalité | Position          | Date de naissance | Période(s) | Matches (dont D1) | Buts | Jaunes | Rouges |
| ------------------ | ----------- | ----------------- | ----------------- | ---------- | ----------------- | ---- | ------ | ------ |
| Piet Paelinckx     | Belgique    | ?                 | ?                 | 1953-1955  | 0 (0)             | 0    | 0      | 0      |
| Sven Pals          | Belgique    | ?                 | 22/01/1980        | 1997-1998  | 7 (0)             | 0    | 1      | 0      |
| Robert Paverick    | Belgique    | Défenseur         | 29/11/1912        | 1948-1949  | 0 (0)             | 0    | 0      | 0      |
| Frank Peeraer      | Belgique    | ?                 | 11/09/1963        | 1985-1986  | 12 (12)           | 1    | 2      | 0      |
| Marc Peeters       | Belgique    | ?                 | 9/06/1939         | 1957-1959  | 0 (0)             | 0    | 0      | 0      |
| Ivan Pellens       | Belgique    | ?                 | 22/10/1966        | 1983-1984  | 0 (0)             | 0    | 0      | 0      |
| Gustave Pelsmaeker | Belgique    | Défenseur         | 15/11/1899        | 1919-1929  | 0 (0)             | 0    | 0      | 0      |
| Arisvaldo Pereira  | Belgique    | ?                 | 28/11/1970        | 1987-1991  | 33 (33)           | 3    | 0      | 0      |
| Kurt Pinkall       | Belgique    | ?                 | 25/06/1955        | 1984-1985  | 0 (0)             | 1    | 0      | 1      |
| Ivan Pintarić      | Yougoslavie | Attaquant         | 22/12/1939        | 1968-1969  | 0 (0)             | 0    | 0      | 0      |
| Atilla Pinter      | Belgique    | ?                 | 7/05/1966         | 1989-1990  | 13 (13)           | 4    | 2      | 1      |
| Théo Poel          | Belgique    | Défenseur         | 23/04/1951        | 1986-1987  | 10 (10)           | 0    | 3      | 1      |
| Prince Polley      | Ghana       | Attaquant         | 5/04/1969         | 1990-1991  | 28 (28)           | 7    | 1      | 2      |
| Julien Pooters     | Belgique    | ?                 | 1/01/1940         | 1959-1962  | 0 (0)             | 0    | 0      | 0      |
| Georges Pootmans   | Belgique    | Milieu de terrain | 15/05/1889        | 1907-1911  | 0 (0)             | 0    | 0      | 0      |
| Reuben Pope        | Angleterre  | ?                 | ?                 | ?          | 0 (0)             | 0    | 0      | 0      |
| Johan Poppe        | Belgique    | ?                 | 5/07/1958         | 1980-1981  | 0 (0)             | 0    | 0      | 0      |
| Herbert Potts      | Angleterre  | Attaquant         | 30/01/1878        | 1900-1905  | 0 (0)             | 0    | 0      | 0      |
| Kay Poulsen        | Belgique    | ?                 | 31/12/1942        | 1968-1970  | 0 (0)             | 0    | 0      | 0      |
| Ronny Prins        | Belgique    | ?                 | 19/12/1965        | 1991-1996  | 147 (0)           | 7    | 27     | 2      |
| Armand Proost      | Belgique    | ?                 | ?                 | 1923-1933  | 0 (0)             | 0    | 0      | 0      |
| Guido Provost      | Belgique    | ?                 | 24/01/1958        | 1974-1976  | 0 (0)             | 0    | 0      | 0      |

## R
| Joueur             | Nationalité | Position       | Date de naissance | Période(s)           | Matches (dont D1) | Buts | Jaunes | Rouges |
| ------------------ | ----------- | -------------- | ----------------- | -------------------- | ----------------- | ---- | ------ | ------ |
| Camiel Raemdonck   | Belgique    | Gardien de but | 12/10/1903        | 1925-1932            | 0 (0)             | 0    | 0      | 0      |
| Bozidar Ranogajec  | Belgique    | ?              | 4/02/1943         | 1968-1970            | 0 (0)             | 0    | 0      | 0      |
| Jari Rantanen      | Finlande    | Attaquant      | 31/12/1961        | 1985-1986            | 16 (16)           | 4    | 5      | 0      |
| Guillaume Raskin   | Belgique    | Défenseur      | 16/03/1937        | 1957-1965, 1967-1971 | 36 (36)           | 0    | 0      | 0      |
| Michel Rasquin     | Belgique    | ?              | 20/02/1964        | 1989-1990            | 26 (26)           | 1    | 3      | 0      |
| Nicky Rauwens      | Belgique    | ?              | 15/10/1962        | 1984-1985            | 0 (0)             | 0    | 0      | 0      |
| Carl Reiss         | Belgique    | ?              | ?                 | 1905-1906            | 0 (0)             | 0    | 0      | 0      |
| Marc Reykers       | Belgique    | ?              | 17/05/1963        | 1984-1985            | 0 (0)             | 0    | 0      | 0      |
| Kevin Reyntjens    | Belgique    | ?              | 29/06/1973        | 1995-1996            | 17 (0)            | 1    | 5      | 1      |
| Arnold Rijsenburg  | Pays-Bas    | ?              | 2/02/1968         | 1990-1991            | 4 (4)             | 0    | 0      | 0      |
| Léon Ritzen        | Belgique    | Attaquant      | 17/01/1939        | 1967-1969            | 0 (0)             | 0    | 0      | 0      |
| Tom Robert         | Belgique    | ?              | 19/03/1979        | 1997-1998            | 5 (0)             | 0    | 2      | 0      |
| Marc Rodriguez     | Belgique    | ?              | 4/11/1962         | 1982-1983            | 0 (0)             | 0    | 0      | 0      |
| Geert Roggeman     | Belgique    | ?              | 16/04/1961        | 1979-1982            | 4 (4)             | 0    | 0      | 0      |
| Raymond Roos       | Belgique    | ?              | 22/10/1977        | 1998-1999            | 10 (0)            | 1    | 1      | 0      |
| Frans Roosens      | Belgique    | ?              | 17/07/1959        | 1980-1983            | 12 (12)           | 1    | 0      | 0      |
| Ivo Royers         | Belgique    | ?              | 13/12/1977        | 1996-1997            | 11 (0)            | 0    | 1      | 0      |
| Simon Rubin        | Belgique    | ?              | 13/04/1977        | 1997-1999            | 43 (0)            | 0    | 3      | 0      |
| Jan Ruiter         | Pays-Bas    | Gardien de but | 24/11/1946        | 1983-1984            | 23 (23)           | 0    | 0      | 0      |
| Auguste Ruyssevelt | Belgique    | Défenseur      | 4/11/1896         | 1919-1932            | 0 (0)             | 0    | 0      | 0      |
| Jean Rylant        | Belgique    | ?              | 31/08/1958        | 1978-1983            | 76 (76)           | 3    | 1      | 0      |

## S
| Joueur              | Nationalité                      | Position          | Date de naissance | Période(s)           | Matches (dont D1) | Buts | Jaunes | Rouges |
| ------------------- | -------------------------------- | ----------------- | ----------------- | -------------------- | ----------------- | ---- | ------ | ------ |
| Philippe Sadzo      | Belgique                         | ?                 | 25/08/1977        | 1994-1998            | 33 (0)            | 2    | 7      | 1      |
| Serge Sadzo         | Belgique                         | ?                 | 30/12/1972        | 1993-1994            | 0 (0)             | 0    | 0      | 0      |
| André Saeys         | Belgique                         | Attaquant         | 20/02/1911        | 1936-1939            | 0 (0)             | 0    | 0      | 0      |
| Marcel Salden       | Belgique                         | ?                 | ?                 | 1971-1973            | 0 (0)             | 0    | 0      | 0      |
| Emmanuel Sanon      | Haïti                            | Attaquant         | 25/06/1951        | 1974-1980            | 129 (129)         | 33   | 0      | 0      |
| Eddy Schaessens     | Belgique                         | ?                 | 27/09/1964        | 1982-1983            | 0 (0)             | 0    | 0      | 0      |
| Marc Schaessens     | Belgique                         | Milieu de terrain | 14/09/1968        | 1983-1989            | 91 (91)           | 4    | 1      | 0      |
| Nicky Schippers     | Belgique                         | ?                 | 16/12/1961        | 1980-1985            | 40 (40)           | 0    | 2      | 1      |
| Gustaaf Schouwaert  | Belgique                         | ?                 | ?                 | 1929-1937            | 0 (0)             | 0    | 0      | 0      |
| Roger Schouwenaar   | Belgique                         | ?                 | 21/04/1958        | 1980-1981            | 26 (26)           | 6    | 1      | 0      |
| Frank Schrauwen     | Belgique                         | Défenseur         | 4/07/1948         | 1966-1970, 1977-1982 | 43 (43)           | 1    | 5      | 0      |
| Iver Schriver       | Belgique                         | ?                 | 4/08/1949         | 1974-1975            | 2 (2)             | 0    | 0      | 0      |
| Daniel Schroyens    | Belgique                         | ?                 | 15/01/1965        | 1986-1990            | 25 (25)           | 0    | 2      | 1      |
| Martin Schroyens    | Belgique                         | Défenseur         | 16/02/1930        | 1948-1962            | 0 (0)             | 0    | 0      | 0      |
| Roberto Sciascia    | Belgique                         | ?                 | 23/02/1960        | 1983-1985            | 24 (24)           | 0    | 0      | 0      |
| Danny Sebrechts     | Belgique                         | ?                 | 5/05/1964         | 1983-1985            | 0 (0)             | 0    | 0      | 0      |
| René Segers         | Belgique                         | ?                 | ?                 | 1945-1953            | 0 (0)             | 0    | 0      | 0      |
| Steve Segers        | Belgique                         | ?                 | 16/08/1977        | 1996-1999            | 50 (0)            | 0    | 14     | 0      |
| Senol Senguler      | Turquie                          | ?                 | 4/10/1969         | 1991-1992            | 5 (0)             | 1    | 0      | 0      |
| Corneel Seys        | Belgique                         | Défenseur         | 12/02/1912        | 1930-1943            | 0 (0)             | 0    | 0      | 0      |
| Didier Simba-Ekanza | République démocratique du Congo | Attaquant         | 9/08/1969         | 1992-1997            | 137 (0)           | 57   | 14     | 2      |
| Frank Simons        | Belgique                         | ?                 | 21/04/1962        | 1979-1984            | 14 (14)           | 0    | 0      | 0      |
| Jimmy Sissoko       | Belgique                         | ?                 | 15/10/1979        | 1996-1999            | 37 (0)            | 3    | 6      | 1      |
| Dirk Smet           | Belgique                         | ?                 | 5/10/1961         | 1978-1980            | 0 (0)             | 0    | 0      | 0      |
| Stefaan Smet        | Belgique                         | ?                 | 4/02/1966         | 1989-1990            | 2 (2)             | 0    | 0      | 0      |
| Jos Smolders        | Belgique                         | Gardien de but    | 18/01/1941        | 1958-1970            | 0 (0)             | 0    | 0      | 0      |
| Spencer Smolders    | Belgique                         | ?                 | 24/02/1970        | 1987-1990            | 0 (0)             | 0    | 0      | 0      |
| Edward Soetewey     | Belgique                         | ?                 | ?                 | 1919-1922            | 0 (0)             | 0    | 0      | 0      |
| Krzystof Stefanski  | Pologne                          | ?                 | 19/06/1968        | 1994-1996            | 51 (0)            | 13   | 7      | 0      |
| Carl Stevens        | Belgique                         | ?                 | 25/06/1972        | 1995-1997            | 33 (0)            | 5    | 3      | 1      |
| Kevin Stickens      | Belgique                         | ?                 | 10/12/1980        | 1997-1998            | 24 (0)            | 1    | 1      | 0      |
| Léopold Stolk       | Belgique                         | ?                 | 27/09/1959        | 1978-1980            | 0 (0)             | 0    | 0      | 0      |
| Chris Stroybant     | Belgique                         | Milieu de terrain | 22/10/1946        | 1970-1974            | 0 (0)             | 0    | 0      | 0      |
| Gérard Sulon        | Belgique                         | Milieu de terrain | 3/04/1938         | 1969-1970            | 0 (0)             | 0    | 0      | 0      |
| Chris Suply         | Belgique                         | ?                 | 26/02/1959        | 1980-1981            | 0 (0)             | 0    | 0      | 0      |
| Ignace Suply        | Belgique                         | ?                 | 24/08/1963        | 1978-1985            | 26 (26)           | 0    | 0      | 0      |
| Pieter Suykerbuyck  | Pays-Bas                         | ?                 | 30/06/1949        | 1971-1972            | 0 (0)             | 0    | 0      | 0      |
| Guido Swinnen       | Belgique                         | ?                 | 28/06/1957        | 1981-1986            | 90 (90)           | 58   | 3      | 0      |
| Yves Symons         | Belgique                         | ?                 | 22/02/1981        | 1998-1999            | 15 (0)            | 0    | 1      | 0      |
| Laszlo Szabadi      | Belgique                         | ?                 | 30/07/1964        | 1989-1990            | 8 (8)             | 0    | 0      | 0      |

## T
| Joueur          | Nationalité | Position       | Date de naissance | Période(s)           | Matches (dont D1) | Buts | Jaunes | Rouges |
| --------------- | ----------- | -------------- | ----------------- | -------------------- | ----------------- | ---- | ------ | ------ |
| Simon Tahamata  | Pays-Bas    | Attaquant      | 26/05/1956        | 1987-1990            | 33 (33)           | 9    | 1      | 0      |
| Mark Talbut     | Angleterre  | Défenseur      | 23/07/1962        | 1985-1991            | 92 (92)           | 16   | 19     | 1      |
| Tommy Taylor    | Angleterre  | ?              | 26/09/1951        | 1982-1983            | 27 (27)           | 0    | 0      | 0      |
| Johan Telen     | Belgique    | ?              | 11/04/1965        | 1986-1987            | 14 (14)           | 0    | 3      | 0      |
| Eric Thornton   | Angleterre  | Gardien de but | ?                 | 1907-1911            | 0 (0)             | 0    | 0      | 0      |
| Frank Thys      | Belgique    | ?              | 19/01/1965        | 1990-1991            | 21 (21)           | 0    | 1      | 0      |
| Guy Thys        | Belgique    | Attaquant      | 6/12/1922         | 1939-1942, 1943-1950 | 0 (0)             | 0    | 0      | 0      |
| Ivan Thys       | Belgique    | Attaquant      | 27/04/1897        | 1919-1931            | 0 (0)             | 0    | 0      | 0      |
| Jerko Tipurić   | Croatie     | Défenseur      | 14/06/1960        | 1992-1994            | 18 (0)            | 0    | 2      | 0      |
| Arto Tolsa      | Finlande    | Attaquant      | 9/08/1945         | 1971-1979            | 58 (58)           | 2    | 0      | 0      |
| Jan Tomaszewski | Pologne     | Gardien de but | 9/01/1948         | 1978-1981            | 84 (84)           | 0    | 0      | 0      |
| François Truyen | Belgique    | ?              | ?                 | 1945-1947            | 0 (0)             | 0    | 0      | 0      |

## V
| Joueur                               | Nationalité | Position          | Date de naissance | Période(s) | Matches (dont D1) | Buts | Jaunes | Rouges |
| ------------------------------------ | ----------- | ----------------- | ----------------- | ---------- | ----------------- | ---- | ------ | ------ |
| Frank Valkenborch                    | Belgique    | ?                 | 22/05/1961        | 1983-1985  | 28 (28)           | 8    | 0      | 1      |
| Franciscus Valkenborg                | Belgique    | ?                 | 21/12/1933        | 1953-1954  | 0 (0)             | 0    | 0      | 0      |
| Johnny Van Abbeny                    | Belgique    | Défenseur         | 9/02/1956         | 1976-1981  | 47 (47)           | 0    | 3      | 0      |
| Willy Van Acker                      | Belgique    | ?                 | 20/12/1939        | 1958-1962  | 0 (0)             | 0    | 0      | 0      |
| Jozef Van Aerdt                      | Belgique    | ?                 | ?                 | 1955-1966  | 0 (0)             | 0    | 0      | 0      |
| John Van Alphen                      | Belgique    | Défenseur         | 17/06/1914        | 1936-1946  | 0 (0)             | 0    | 0      | 0      |
| Henri Van Averbeke                   | Belgique    | Défenseur         | 26/10/1901        | 1920-1933  | 0 (0)             | 0    | 0      | 0      |
| Louis Van Beneden                    | Belgique    | ?                 | ?                 | 1945-1958  | 0 (0)             | 0    | 0      | 0      |
| Luc Van Bergen                       | Belgique    | ?                 | 19/01/1961        | 1979-1980  | 1 (1)             | 0    | 0      | 0      |
| Stefan Van Bogaert                   | Belgique    | ?                 | 19/08/1977        | 1997-1998  | 0 (0)             | 0    | 0      | 0      |
| Charles Van Boven                    | Belgique    | ?                 | ?                 | 1943-1955  | 0 (0)             | 0    | 0      | 0      |
| Marc Van Bulck                       | Belgique    | ?                 | 20/02/1960        | 1979-1980  | 0 (0)             | 0    | 0      | 0      |
| Yvan Van Bulck                       | Belgique    | ?                 | 4/05/1959         | 1979-1980  | 1 (1)             | 0    | 0      | 0      |
| Raymond Van Cleemput                 | Belgique    | ?                 | 7/07/1932         | 1956-1959  | 0 (0)             | 0    | 0      | 0      |
| Peter Van Cleemput                   | Belgique    | ?                 | 7/12/1970         | 1986-1995  | 89 (18)           | 5    | 16     | 0      |
| Willy Van Cleemput                   | Belgique    | ?                 | ?                 | 1941-1946  | 0 (0)             | 0    | 0      | 0      |
| Erik Van Coillie                     | Belgique    | ?                 | 22/01/1965        | 1983-1990  | 27 (27)           | 0    | 2      | 0      |
| Gaston Van Den Bosch                 | Belgique    | ?                 | ?                 | 1932-1939  | 0 (0)             | 0    | 0      | 0      |
| Marcel Van Den Bosche                | Belgique    | ?                 | 3/09/1945         | 1963-1966  | 0 (0)             | 0    | 0      | 0      |
| John Van Den Eynde                   | Belgique    | ?                 | ?                 | 1932-1937  | 0 (0)             | 0    | 0      | 0      |
| Maurice Van Den Eynde                | Belgique    | ?                 | ?                 | 1902-1903  | 0 (0)             | 0    | 0      | 0      |
| Stanley Van Den Eynde                | Belgique    | Attaquant         | 3/10/1909         | 1929-1939  | 0 (0)             | 0    | 0      | 0      |
| Jan Van Den Nieuwenhuysen            | Belgique    | ?                 | 22/02/1939        | 1964-1967  | 0 (0)             | 0    | 0      | 0      |
| Steve Van Der Borght                 | Belgique    | ?                 | 9/06/1974         | 1990-1991  | 1 (1)             | 0    | 0      | 0      |
| George Van Der Gracht De Rommelzwaen | Belgique    | ?                 | ?                 | 1919-1924  | 0 (0)             | 0    | 0      | 0      |
| Marc Van Der Linden                  | Belgique    | Attaquant         | 4/02/1964         | 1995-1997  | 36 (0)            | 5    | 6      | 0      |
| Éric Van Der Meer                    | Belgique    | ?                 | 7/07/1967         | 1996-1997  | 10 (0)            | 0    | 2      | 0      |
| Arie Van Der Padt                    | Belgique    | ?                 | 28/06/1972        | 1997-1998  | 26 (0)            | 6    | 6      | 0      |
| John van der Zwan                    | Pays-Bas    | Milieu de terrain | 28/10/1962        | 1983-1984  | 12 (12)           | 0    | 0      | 0      |
| François Van Doninck                 | Belgique    | ?                 | 13/10/1961        | 1980-1984  | 0 (0)             | 0    | 0      | 0      |
| Geert Van Doninck                    | Belgique    | Milieu de terrain | 21/05/1962        | 1979-1980  | 8 (8)             | 1    | 0      | 0      |
| Jan Van Dyck                         | Belgique    | ?                 | ?                 | 1938-1939  | 0 (0)             | 0    | 0      | 0      |
| Richard Van Gassen                   | Belgique    | ?                 | 1/04/1928         | 1946-1953  | 0 (0)             | 0    | 0      | 0      |
| Alfons Van Goethem                   | Belgique    | ?                 | ?                 | 1952-1955  | 0 (0)             | 0    | 0      | 0      |
| Henri Van Goethem                    | Belgique    | ?                 | ?                 | 1960-1963  | 0 (0)             | 0    | 0      | 0      |
| Jan Van Gucht                        | Belgique    | ?                 | 14/09/1949        | 1971-1973  | 0 (0)             | 0    | 0      | 0      |
| Louis Van Gucht                      | Belgique    | ?                 | 12/10/1953        | 1972-1984  | 173 (173)         | 2    | 9      | 0      |
| Ferdinand Van Hees                   | Belgique    | ?                 | 31/12/1944        | 1962-1970  | 0 (0)             | 0    | 0      | 0      |
| Dirk Van Hemelrijck                  | Belgique    | ?                 | 10/10/1969        | 1986-1987  | 0 (0)             | 0    | 0      | 0      |
| Dirk Van Herbruggen                  | Belgique    | ?                 | 25/08/1965        | 1982-1984  | 0 (0)             | 0    | 0      | 0      |
| Willy Van Herck                      | Belgique    | ?                 | 15/04/1946        | 1969-1971  | 0 (0)             | 0    | 0      | 0      |
| Yves Van Heurck                      | Belgique    | ?                 | 28/01/1966        | 1982-1984  | 0 (0)             | 0    | 0      | 0      |
| Jozef Van Hoof                       | Belgique    | ?                 | ?                 | ?          | 0 (0)             | 0    | 0      | 0      |
| Johnny Van Hostayen                  | Belgique    | ?                 | ?                 | 1957-1963  | 0 (0)             | 0    | 0      | 0      |
| Patrick Van Kets                     | Belgique    | Attaquant         | 12/12/1966        | 1992-1993  | 29 (0)            | 12   | 5      | 0      |
| Jeffrey Van Lancker                  | Belgique    | ?                 | 10/12/1977        | 1996-1998  | 10 (0)            | 0    | 0      | 0      |
| Danny Van Landeghem                  | Belgique    | ?                 | 11/03/1959        | 1978-1980  | 15 (15)           | 2    | 1      | 0      |
| Rudy Van Landeghem                   | Belgique    | ?                 | 6/02/1958         | 1975-1977  | 0 (0)             | 0    | 0      | 0      |
| Robert Van Leeuwen                   | Belgique    | ?                 | 23/05/1950        | 1971-1972  | 0 (0)             | 0    | 0      | 0      |
| André Van Looy                       | Belgique    | ?                 | 11/09/1956        | 1975-1976  | 0 (0)             | 0    | 0      | 0      |
| Jean Van Loy                         | Belgique    | ?                 | 13/01/1920        | 1947-1951  | 0 (0)             | 0    | 0      | 0      |
| Cesar Van Mele                       | Belgique    | ?                 | 7/05/1922         | 1945-1952  | 0 (0)             | 0    | 0      | 0      |
| Marcel Van Mele                      | Belgique    | ?                 | 15/02/1947        | 1967-1968  | 0 (0)             | 0    | 0      | 0      |
| François Van Nerum                   | Belgique    | ?                 | 22/07/1955        | 1980-1984  | 82 (82)           | 6    | 1      | 0      |
| Julien Van Opdorp                    | Belgique    | Défenseur         | 13/04/1947        | 1967-1981  | 86 (86)           | 1    | 0      | 0      |
| Paul Van Overloop                    | Belgique    | ?                 | 21/11/1973        | 1992-1997  | 61 (0)            | 1    | 8      | 0      |
| Robert Van Overloop                  | Belgique    | ?                 | 16/01/1949        | 1971-1972  | 0 (0)             | 0    | 0      | 0      |
| Jozef Van Pelt                       | Belgique    | ?                 | 31/12/1953        | 1974-1979  | 36 (36)           | 9    | 0      | 0      |
| Wim Van Pelt                         | Belgique    | ?                 | 30/06/1970        | 1991-1992  | 0 (0)             | 0    | 0      | 0      |
| Ronny van Poucke                     | Pays-Bas    | Attaquant         | 10/02/1957        | 1981-1984  | 39 (39)           | 8    | 0      | 0      |
| Julien Van Puymbroeck                | Belgique    | Attaquant         | 18/08/1947        | 1963-1970  | 0 (0)             | 0    | 0      | 0      |
| Adriaan Van Staeyen                  | Belgique    | ?                 | 20/08/1954        | 1971-1979  | 7 (7)             | 0    | 0      | 0      |
| Steve Vanboven                       | Belgique    | ?                 | 22/09/1976        | 1995-1999  | 51 (0)            | 2    | 9      | 1      |
| Tom Vancauteren                      | Belgique    | ?                 | 23/03/1981        | 1998-1999  | 7 (0)             | 0    | 1      | 0      |
| Charles Vanden Wouwer                | Belgique    | Milieu de terrain | 7/09/1916         | 1933-1950  | 0 (0)             | 0    | 0      | 0      |
| Peter Vanderputten                   | Belgique    | ?                 | ?                 | 1982-1983  | 0 (0)             | 0    | 0      | 0      |
| Franky Vanderschueren                | Belgique    | ?                 | 26/05/1962        | 1984-1985  | 0 (0)             | 0    | 0      | 0      |
| Jan-Pieter Vanderveken               | Belgique    | ?                 | 25/03/1980        | 1998-1999  | 0 (0)             | 0    | 0      | 0      |
| John Vanderwaeren                    | Belgique    | ?                 | ?                 | 1960-1964  | 0 (0)             | 0    | 0      | 0      |
| Henri Vanduyfhuys                    | Belgique    | ?                 | ?                 | 1951-1955  | 0 (0)             | 0    | 0      | 0      |
| Louis Vanhemelrijck                  | Belgique    | ?                 | 24/10/1938        | 1956-1967  | 0 (0)             | 0    | 0      | 0      |
| Johan Vanheusden                     | Belgique    | ?                 | 25/04/1968        | 1988-1996  | 114 (38)          | 1    | 18     | 2      |
| Gommaar Verbueken                    | Belgique    | ?                 | 29/11/1930        | 1956-1960  | 0 (0)             | 0    | 0      | 0      |
| Patrice Vercammen                    | Belgique    | ?                 | 3/04/1948         | 1971-1972  | 0 (0)             | 0    | 0      | 0      |
| Wesley Vercammen                     | Belgique    | ?                 | 2/03/1977         | 1996-1999  | 56 (0)            | 0    | 11     | 2      |
| Jozef Vercauteren                    | Belgique    | ?                 | ?                 | 1952-1956  | 0 (0)             | 0    | 0      | 0      |
| Philippe Vercauteren                 | Belgique    | ?                 | 21/12/1980        | 1998-1999  | 6 (0)             | 0    | 1      | 0      |
| Patrick Verdoren                     | Belgique    | ?                 | 21/10/1970        | 1986-1992  | 7 (6)             | 0    | 0      | 0      |
| Frans Vergauwen                      | Belgique    | ?                 | ?                 | 1946-1954  | 0 (0)             | 0    | 0      | 0      |
| Lee Verheyden                        | Belgique    | Gardien de but    | 29/03/1973        | 1990-1999  | 27 (7)            | 0    | 2      | 0      |
| Jan Verheyen                         | Belgique    | Milieu de terrain | 9/07/1944         | 1961-1971  | 0 (0)             | 0    | 0      | 0      |
| Sébastien Verhulst                   | Belgique    | Attaquant         | 19/02/1907        | 1925-1932  | 0 (0)             | 0    | 0      | 0      |
| Willy Vermeulen                      | Belgique    | ?                 | ?                 | 1950-1952  | 0 (0)             | 0    | 0      | 0      |
| Mike Verstraeten                     | Belgique    | Défenseur         | 12/08/1967        | 1989-1990  | 30 (30)           | 1    | 6      | 1      |
| Lucien Ververken                     | Belgique    | Gardien de but    | ?                 | 1962-1965  | 0 (0)             | 0    | 0      | 0      |
| Patrick Vervoort                     | Belgique    | Milieu de terrain | 17/01/1965        | 1982-1987  | 114 (114)         | 13   | 8      | 0      |
| René Vervoort                        | Belgique    | ?                 | ?                 | 1953-1957  | 0 (0)             | 0    | 0      | 0      |
| Raf Vingerhoets                      | Belgique    | ?                 | 12/07/1981        | 1998-1999  | 13 (0)            | 0    | 3      | 1      |
| Jef Vliers                           | Belgique    | Attaquant         | 18/12/1932        | 1956-1959  | 0 (0)             | 25   | 0      | 0      |
| Jean-Marc Voets                      | Belgique    | ?                 | 3/07/1963         | 1985-1986  | 2 (2)             | 0    | 0      | 0      |
| Dirk Vos                             | Belgique    | ?                 | 30/05/1971        | 1986-1987  | 0 (0)             | 0    | 0      | 0      |
| Roger Vossaert                       | Belgique    | ?                 | ?                 | 1942-1947  | 0 (0)             | 0    | 0      | 0      |

## W
| Joueur            | Nationalité | Position          | Date de naissance | Période(s) | Matches (dont D1) | Buts | Jaunes | Rouges |
| ----------------- | ----------- | ----------------- | ----------------- | ---------- | ----------------- | ---- | ------ | ------ |
| Cesar Waeterinckx | Belgique    | ?                 | ?                 | 1955-1958  | 0 (0)             | 0    | 0      | 0      |
| Wim Walschaerts   | Belgique    | Milieu de terrain | 5/11/1972         | 1990-1995  | 74 (1)            | 1    | 4      | 0      |
| Willy Wellens     | Belgique    | Attaquant         | 29/03/1954        | 1986-1989  | 34 (34)           | 26   | 0      | 0      |
| Robert Weyn       | Belgique    | Défenseur         | 21/03/1940        | 1958-1970  | 0 (0)             | 0    | 0      | 0      |
| Willy Weyn        | Belgique    | ?                 | 14/02/1948        | 1967-1972  | 1 (1)             | 0    | 0      | 0      |
| Wilfried Willems  | Belgique    | Défenseur         | 16/12/1941        | 1961-1970  | 0 (0)             | 0    | 0      | 0      |
| Franky Wilms      | Belgique    | ?                 | 18/10/1966        | 1983-1989  | 3 (3)             | 0    | 0      | 0      |
| Brian Wilsterman  | Belgique    | ?                 | 19/11/1966        | 1996-1997  | 21 (0)            | 0    | 3      | 1      |
| Julien Wouters    | Belgique    | ?                 | 21/06/1935        | 1952-1963  | 0 (0)             | 0    | 0      | 0      |
| Rachin Wurie      | Belgique    | ?                 | 27/12/1971        | 1993-1997  | 75 (0)            | 9    | 6      | 1      |

## Z
| Joueur            | Nationalité | Position | Date de naissance | Période(s) | Matches (dont D1) | Buts | Jaunes | Rouges |
| ----------------- | ----------- | -------- | ----------------- | ---------- | ----------------- | ---- | ------ | ------ |
| Étienne Zaman     | Belgique    | ?        | 4/02/1940         | 1958-1968  | 0 (0)             | 0    | 0      | 0      |
| Abelhamid Zannahi | Belgique    | ?        | 5/10/1979         | 1997-1999  | 2 (0)             | 0    | 0      | 0      |

### Sources
- (nl) « Liste des joueurs du club », sur Belgian Soccer Database